# Max Brown (Schauspieler)
Max Barnaby Brown (* 10. Februar 1981 in Ilkley, West Yorkshire) ist ein britischer Filmschauspieler.

## Leben
Obwohl in Ilkley geboren, wuchs Max Brown zusammen mit seinen beiden Schwestern in Shrewsbury heran. Sein Vater ist Beamter, seine Mutter arbeitet für eine Wohltätigkeitsorganisation. Bereits in jungen Jahren stand Brown auf der Theaterbühne seiner Heimatstadt Shrewsbury.
2001 bekam er eine Rolle in der britischen Seifenoper Grange Hill, in der er bis 2002 mitwirkte. Es folgte 2002 der Wechsel als Darsteller in die Daily-Soap Hollyoaks, in der Brown bis 2004 mitwirkte. Er blieb danach überwiegend dem Medium Fernsehen treu. Im deutschsprachigen Raum wurde Brown jedoch erst 2008 bekannt, als er in der Fernsehserie Die Tudors in der Rolle von Edward Seymour, 1. Duke of Somerset, dem Schwager König Henrys VIII. zu sehen war. 2012 zählte Brown zu den Hauptdarstellern der Mystery-Serie Beauty and the Beast.
Max Brown war bislang zweimal verheiratet. Im Dezember 2005 trat er mit der Schauspielerin Pollyanna Rose vor den Traualtar; die Ehe wurde jedoch im Mai 2008 geschieden. Brown ist seit Juli 2012 mit dem Model Annabelle Horsey verheiratet. Am 13. Mai 2013 wurde ihre gemeinsame Tochter geboren.

## Filmografie (Auswahl)
- 2005: Casualty (Fernsehserie, 1 Folge)
- 2005: Doctors (Fernsehserie, 1 Folge)
- 2006: Heartbeat (Fernsehserie, 1 Folge)
- 2006: Turistas
- 2008: Mistresses – Aus Lust und Leidenschaft (Mistresses, Fernsehserie, 6 Folgen)
- 2008–2010: Die Tudors (The Tudors, Fernsehserie, 21 Folgen)
- 2010–2011: Spooks – Im Visier des MI5 (Spooks, Fernsehserie, 14 Folgen)
- 2012–2016: Beauty and the Beast (Fernsehserie, 19 Folgen)
- 2015: Sleepy Hollow (Fernsehserie, 1 Folge)
- 2015: You, Me and the Apocalypse (Fernsehserie)
- 2016–2018: The Royals (Fernsehserie, 21 Folgen)
- 2017: That Good Night
- 2019: Downton Abbey
- seit 2022: Sister Boniface Mysteries (Fernsehserie)
- 2023: Nolly (Miniserie, 2 Episoden)